# Рейес, Эрасто
Эрасто Марсиаль Рейес Бараона (исп. Herasto Marcial Reyes Barahona; 10 октября 1952, Валлерикито, Лас-Таблас, Лос-Сантос — 27 октября 2005, Панама) — панамский журналист, писатель и политический активист троцкистского толка.

## Биография
Изучал журналистику в Панамском университете, одновременно ведя социальную работу в общинах панамского нагорья. 
В 1975 году принял участие в создании Троцкистской Революционной социалистической лиги (LSR), которая впоследствии стала Социалистической партией трудящихся (PST). Он внёс большой вклад в развитие (и часто редактировал) печатные органы партии, такие как «Социалистическая революция» (Revolución Socialista), «Социалистическая правда» (La Verdad Socialista) и «Независимый голос» (Voz Independiente).
В течение 1977 года он активно участвовал в борьбе против подписания соглашений Торрихоса-Картера, требуя немедленного вывода американских войск, дислоцированных на берегах Панамского канала.
С 1980 по 1987 год он был директором Центра народной связи (CECOP, Centro de Comunicación Popular). В 1983 году был отмечен премией Национального литературного конкурса имени Рикардо Миро за свои «Рассказы о жизни» (Cuentos de la Vida).
15 июня 1987 года он начал работать в La Prensa (с которой периодически сотрудничал с 1985 года), где стал редактором-расследователем. Однако его кратковременная редакторская работа 26 июня была прервана внезапным закрытием газеты панамскими силовиками. После длительной борьбы Рейеса и его коллег выпуск газеты был возобновлён 20 января 1988 года, но вновь прекращен через месяц.
В результате давления со стороны диктатуры Мануэля Антонио Норьеги Эрасто Рейес был вынужден покинуть страну и отправиться на полгода в политическую эмиграцию в Гондурасе и Коста-Рике. Рейес выступал против американской интервенции 1989 года, однако свержение Норьеги позволило вновь открыть издание La Prensa.
В 1992 году он был награждён премией ЮНИСЕФ для прессы за свою работу по защите прав ребёнка.
Президент Панамы Эрнесто Перес Балладарес подал в августе 1998 года иск против Рейеса, обвинившего администрацию в сокрытии правительственного скандала о хищении. За этим последовал длительный юридический процесс, за которым следили международные правозащитные организации.
В результате серьёзных проблем со здоровьем Рейес вынужден уменьшить многие из своих служебных обязанностей как журналиста, однако и в последний год своей жизни продолжал работу вплоть до своей смерти 27 октября 2005 года.

## Произведения
Работы авторства Рейеса включают:
- Los medios de comunicación masiva en Panamá (1973)
- Historia de San Miguelito (1981)
- Cuentos de la vida (INAC, Panamá, 1984)
- Apuntes panameños de municipalidad (1986)
- Cuentos en la noche del mar (1988)
- Monólogo de la muerte (пьеса)